# A.204
A.204是一款1930年代的捷克民航客機，是專為捷克航空而設計，於1936年首飛，但後果捷克航空出奇地選擇購買英國的飛機Airspeed Envoy，使沃多喬迪航空大為失望。於是在無買家的情況下便改為發展A.304轟炸機。在納粹德國統治期間，沃多喬迪曾經生產與A.204相似的Siebel Si 204，這兩款機型經常被人們誤會，而Si 204在捷克的正確名稱為C-3。

## 性能
基本信息
- 机组：2人
- 容量：8人

性能